# Barbara Streuffert
Barbara Streuffert (* 1945) ist eine ehemalige deutsche Fußballspielerin und -trainerin.

## Karriere
Streuffert stieß 1969 unmittelbar nach Gründung der Frauenfußballabteilung von Tennis Borussia Berlin zum Verein, nachdem sie in einer Annonce davon erfahren hatte. Das Training leitete seinerzeit der ehemalige Amateurspieler des Vereins, Horst Nußbaum, als Sänger und später auch als Produzent unter dem Pseudonym Jack White bekannt. Sie gehörte der Mannschaft an, die ihr erstes Spiel überhaupt mit 2:0 gegen die Frauenfußballabteilung von Wacker 04 Berlin am 1. November 1970 im Mommsenstadion gewann. Regionale Meisterschaftsspiele wurden in der Verbandsliga Berlin ausgetragen, aus der die Mannschaft viermal als Meister hervorging.
Mit zunehmendem Bekanntheitsgrad als Produzent übertrug er ihr das Training; unter Nußbaums Nachfolger Helmut Jonas lernte sie schnell dazu und übernahm immer mehr Verantwortung. Unter ihm und gemeinsam mit der Mannschaft erreichte sie am 20. Juni 1976 das Finale um die Deutsche Meisterschaft. Dieses wurde im Siegener Leimbachstadion vor 3700 Zuschauern – trotz großen Kampfes – mit 2:4 n. V. gegen den FC Bayern München verloren; Streuffert wurde bereits in der 22. Minute für Margitta Jahnke ausgewechselt. 
1977 erneut Berliner Meister, unterlag ihr Verein der NSG Oberst Schiel bereits im Achtelfinale.
Da es in Berlin noch an weiblichen Trainern mangelte, gilt Streuffert als eine der Ersten, die 1977 an der Sportschule Barsinghausen erst die B-Trainerlizenz, danach die A-Trainerlizenz in Wannsee erwarb. Am 20. Juni 1981 und am 25. Juni 1983 führte sie ihre Mannschaft jeweils ins Finale um die Deutsche Meisterschaft, verlor aber beide jeweils gegen die SSG 09 Bergisch Gladbach mit 0:4 und 0:6.

## Erfolge
Spielerin
- Finalist Deutsche Meisterschaft 1976
- Berliner Meister 1974, 1975, 1976, 1977

Trainerin
- Finalist Deutsche Meisterschaft 1981, 1983
- Berliner Meister 1981, 1983